# Маренго (Илиноис)
Маренго (енгл. Marengo) град је у америчкој савезној држави Илиноис. По попису становништва из 2010. у њему је живело 7.648 становника.

## Демографија
Према попису становништва из 2010. у граду је живело 7.648 становника, што је 1.293 (20,3%) становника више него 2000. године.
| Група             | 2000.         | 2010.         |
| Белци             | 5.441 (85,6%) | 6.305 (82,4%) |
| Афроамериканци    | 19 (0,3%)     | 50 (0,7%)     |
| Азијати           | 18 (0,3%)     | 39 (0,5%)     |
| Хиспаноамериканци | 826 (13,0%)   | 1.172 (15,3%) |
| Укупно            | 6.355         | 7.648         |